# Reading Football Club Women
Maillots
Le Reading FC Women est une équipe anglaise de football féminin affiliée au Reading FC. L'équipe joue ses matchs sur le terrain d'Adams Park, le stade du Wycombe Wanderers FC.

## Histoire
A l'issue de la saison 2022-23, le club est rélegué du Women's Super League.

## Palmarès
- South West Combination Women's Football League
  - Vainqueur : 2008
- FA Women's Premier League Southern Division
  - Vainqueur : 2013
- FA WSL2 (D2 anglaise)
  - Vainqueur : 2015